# شصت‌پنج ضلعی وجهی
‎

شصت‌پنج ضلعی وجهى

در هندسه ، شصت‌پنج ضلعی وجهی یک جسم کاتالان و مزدوج دوازده‌وجهی شل است. این چند وجهی دو شکل مشخص دارد که تصاویر آینه ای (یا "انانتیومورف ها") از یکدیگر هستند. ٩٢  رأس و ٦٠ وجه پنج ضلعی و ١٥٠ یال دارد. این جسمی کاتالان با بیشترین رئوس است. در میان اجسام کاتالان و ارشمیدسی ، بعد از بیست‌دوازده‌وجهی بریده‌شده ، که دارای ١٢٠ راس است ، دارای بیشترین تعداد راس است.